# Olympische Winterspiele 1956/Teilnehmer (Australien)
| Gelbes Symbol für Goldmedaillen mit stilisierten Olympischen Ringen | Graues Symbol für Silbermedaillen mit stilisierten Olympischen Ringen | Braundes Symbol für Bronzemedaillen mit stilisierten Olympischen Ringen |
| ------------------------------------------------------------------- | --------------------------------------------------------------------- | ----------------------------------------------------------------------- |
| —                                                                   | —                                                                     | —                                                                       |

Australien nahm an den Olympischen Winterspielen 1956 in der italienischen Gemeinde Cortina d’Ampezzo mit acht Athleten, einer Frau und sieben Männern, in drei Sportarten teil.
Seit 1936 war es die dritte Teilnahme eines australischen Teams bei Olympischen Winterspielen.

## Teilnehmer nach Sportarten
Jüngster Teilnehmer Australiens war der Eiskunstläufer Allan Ganter (17 Jahre 225 Tage), ältester Teilnehmer der Skirennläufer Frank Prihoda (34 Jahre 207 Tage).

### Eiskunstlauf
Herren
- Allan Ganter

- Pflicht: 13; Kür: 14; Punktezahl: 114; Punkte: 132,41; Platz 13

- Charles Keeble

- Pflicht: 16; Kür: 13; Punktezahl: 137; Punkte: 123,93; Platz 16

### Eisschnelllauf
Herren
- Colin Hickey

- 500 m: 41,9 s, Platz 7
- 1500 m: 2:11,8 min, Platz 7
- 5000 m: 8:10,0 min, Platz 14
- 10.000 m: 17:45,6 min, Platz 27

### Ski Alpin
Damen
- Christine Davy

- Abfahrt: 2:01,6 min (+ 20,9 s), Platz 39
- Riesenslalom: 2:17,3 min (+ 20,8 s), Platz 37
- Slalom: 1:26,1 min im ersten Lauf + 1:21,5 min im zweiten Lauf = 2:47,6 min (+ 55,3 s), Platz 33

Herren
- Tony Aslangul

- Riesenslalom: 4:09,0 min (+ 1:08,9 min), Platz 69
- Slalom: Rennen nicht beendet

- Bill Day

- Abfahrt: 4:02,0 min (+ 1:09,8 min), Platz 35
- Riesenslalom: 3:56,9 min (+ 56,8 s), Platz 61
- Slalom: 1:22,1 min (= Platz 32) im ersten Lauf; zweiten Lauf nicht beendet

- Frank Prihoda

- Riesenslalom: 4:32,1 min (+ 1:39,0 min), Platz 80
- Slalom: 2:54,3 min im ersten Lauf (Platz 60) + 2:43,2 min im zweiten Lauf (51) = 5:37,5 min (+ 2:22,9 min), Platz 54

- James Walker

- Riesenslalom: 5:21,0 min (+ 2:20,9 min), Platz 84